# Степанов, Тихон Фёдорович
Ти́хон Фёдорович Степа́нов (1795—1847) — русский учёный, профессор кафедры политической экономии Харьковского университета, экономист, автор оригинального курса политической экономии.
Отец зоолога Павла Тихоновича Степанова.

## Биография
Родился в Воронеже в 1795 году в семье чиновника. 
Учился в Воронежской духовной семинарии, по окончании которой в 1814 году своекоштным студентом поступил в Императорский Харьковский университет, где в 1819 году окончил курс со степенью кандидата по отделению нравственных и политических наук. Однако по доносу вместе с несколькими другими студентами, удостоенными того же звания, был лишён кандидатской степени и в 1821 году вторично сдавал экзамен и вновь был признан достойным звания кандидата юридических наук. По окончании университетского курса некоторое время он состоял учителем в частном мужском пансионе де-Роберти, а в 1823 году получил должность преподавателя всеобщей истории и географии в Харьковском институте благородных девиц. В 1824 году получил степень магистра политической истории и статистики за сочинение «О политическом равновесии». 
Ещё перед экзаменом на степень магистра ректор университета Джунковский предложил ему занять кафедру русского права; предложение это Степановым было отклонено по нежеланию заниматься этим предметом, но политической экономией. Не получив места на кафедре политической экономии, в 1830 году он поступил на службу в государственную комиссию погашения долгов в Санкт-Петербурге (помощником письмоводителя).
Наконец, в 1832 году он все-таки получил место экстраординарного профессора на кафедре политической экономии и вернулся в Харьков, где также вновь стал преподавать в институте благородных девиц. Занимал последовательно должности синдика (1833—1834), декана нравственно-политического факультета (1835), проректора университета (1837); наблюдал за учебною частью в состоявшем при университете Педагогическом институте (1839).
В 1845 году вышел в отставку по болезни и отправился в продолжительную поездку за границу, чтобы поправить здоровье. Умер в 1847 году.

## Научная деятельность
В периодических изданиях конца 1820-х и в 1830-х годах напечатал большое число статей философского и политико-экономического содержания («Журнал Министерства народного просвещения», «Литературная газета», «Сын Отечества» и др.). Был сторонником трудовой теории стоимости А. Смита, противником протекционизма; критиковал теорию народонаселения Т. Р. Мальтуса. Стал автором первого в России оригинального курса политической экономии: «Записки о политической экономии» (Часть I. — Санкт-Петербург, 1844 и Часть II. — Харьков, 1848). 
Отдельными изданиями были также напечатаны: 
- Вступительная лекция по политической экономии, читанная им в Импер. Харьковск. университете 5 сентября 1832 г., в качестве экстраординарного профессора. — Харьков: Унив. типография, 1833[3]
- Речь о сущности, важности и назначении политических наук, произнесенная в торжественном собрании Харьковского университета э. о. профессором политической экономии и дипломатии Тихоном Степановым. 30 авг. 1833 г. — Харьков : Унив. тип., 1833. — 64 с.
- Общенародное право, в совокупности с дипломатией — сочинение в двух томах из-за смерти автора остался ненапечатанным, хотя и был уже разрешен цензурой в 1847 году.